# Сант'Агостино (Тревизо)
Сант'Агостино је насеље у Италији у округу Тревизо, региону Венето.
Према процени из 2011. у насељу је живело 37 становника. Насеље се налази на надморској висини од 2 м.